# Безпекометрика
Безпекометрика (англ. Security Metrics, рос. Метрика безопасности) — на високому рівні, це показники безпеки деяких аспектів в діяльності системи або підприємства, які піддаються кількісному вимірюванню. Для певного об'єкта (системи, продукту і т.ін.), для яких безпека є змістовним поняттям, є декілька ідентифікованих ознак, які в сукупності характеризують безпеку цього об'єкта. Крім того, безпекометрика (тобто поєднання безпеки і метрики) є кількісною мірою того наскільки об'єкт володіє цим атрибутом. Безпекометрика може бути вибудована з нижчого рівня фізичної міри.
Це спосіб використання аналізу для вимірювання таких параметрів стану об'єкта, за яких він характеризується як стан безпеки.

## Історіографія
- Directions in Security Metrics Research, National Institute of Standards and Technology, квітень 2009 р. [Архівовано 5 листопада 2010 у Wayback Machine.] (англ.)
- Інформаційна безпекометрія як складова національної безпеки/ І. В. Огірко, А. І. Міщенко //Безпека у XXI столітті: суть, зміст, тенденції і проблеми:зб. ст. — К. : Міжрегіон. акад. упр. персоналом, 2007. — С. 17-19.